# Beatus Kinyaiya
Beatus Kinyaiya (Shimbwe, 9 maggio 1957) è un arcivescovo cattolico tanzaniano, dal 6 novembre 2014 arcivescovo metropolita di Dodoma.

## Biografia

### Formazione e ministero sacerdotale
Dopo aver frequentato i seminari di Mauá e Itaga ha completato il noviziato nell'Ordine dei frati minori cappuccini a Basita ed ha emesso la professione perpetua il 5 giugno 1988. Successivamente ha proseguito gli studi filosofici ed è stato ordinato sacerdote il 25 giugno 1989.
Dopo l'ordinazione, ha ricoperto il ruolo di vice-rettore e docente del seminario di Mauá dal 1989 al 1992, divenendone rettore dal 1996 al 1999. 
Dal 1999 al 2005 è stato nominato superiore provinciale per la Tanzania.
Successivamente si è trasferito a Roma per approfondire gli studi teologici presso la Pontificia Università Antonianum.

### Ministero episcopale
Il 22 aprile 2006 papa Benedetto XVI lo ha nominato vescovo di Mbulu.
Ha ricevuto l'ordinazione episcopale il 2 luglio successivo dalle mani dell'arcivescovo di Dar-es-Salaam, cardinale Polycarp Pengo, co-consacranti l'arcivescovo di Arusha Josaphat Louis Lebulu e il vescovo di Dodoma Jude Thaddaeus Ruwa'ichi. 
Ha partecipato alla II assemblea speciale per l'Africa del sinodo dei vescovi tenutosi nel mese di ottobre 2009.
Il 7 aprile 2014 ha compiuto la visita ad limina insieme agli altri vescovi tanzaniani.
Il 6 novembre 2014 papa Francesco lo ha nominato primo arcivescovo metropolita di Dodoma, che è stata contestualmente elevata a provincia ecclesiastica metropolitana, succedendo a Gervas John Mwasikwabhila Nyaisonga, precedentemente nominato vescovo di Mpanda. Ha preso possesso dell'arcidiocesi il 18 gennaio 2015 e ha ricevuto il pallio il 26 agosto successivo durante la celebrazione eucaristica tenutasi presso la cattedrale di san Paolo della Croce a Dodoma ed è stato il primo arcivescovo del Paese ad aver ricevuto il pallio alla presenza dei suoi fedeli.
Dal 4 settembre 2015 al 23 giugno 2018 è stato vicepresidente della Conferenza episcopale della Tanzania.

## Genealogia episcopale e successione apostolica
La genealogia episcopale è:
- Cardinale Scipione Rebiba
- Cardinale Giulio Antonio Santori
- Cardinale Girolamo Bernerio, O.P.
- Arcivescovo Galeazzo Sanvitale
- Cardinale Ludovico Ludovisi
- Cardinale Luigi Caetani
- Cardinale Ulderico Carpegna
- Cardinale Paluzzo Paluzzi Altieri degli Albertoni
- Papa Benedetto XIII
- Papa Benedetto XIV
- Papa Clemente XIII
- Cardinale Enrico Benedetto Stuart
- Papa Leone XII
- Cardinale Chiarissimo Falconieri Mellini
- Cardinale Camillo Di Pietro
- Cardinale Mieczysław Halka Ledóchowski
- Cardinale Jan Maurycy Paweł Puzyna de Kosielsko
- Arcivescovo Józef Bilczewski
- Arcivescovo Bolesław Twardowski
- Arcivescovo Eugeniusz Baziak
- Papa Giovanni Paolo II
- Cardinale Polycarp Pengo
- Arcivescovo Beatus Kinyaiya, O.F.M.Cap.

La successione apostolica è:
- Vescovo Wolfgang Pisa, O.F.M.Cap. (2022)
- Vescovo Wilbroad Henry Kibozi (2024)